# Diacyclops scanloni
Diacyclops scanloni – gatunek widłonoga z rodziny Cyclopidae, nazwa naukowa gatunku została po raz pierwszy opublikowana w 2006 roku przez zoologa Tomislava Karanovica.